# 市庁舎広場 (タリン)

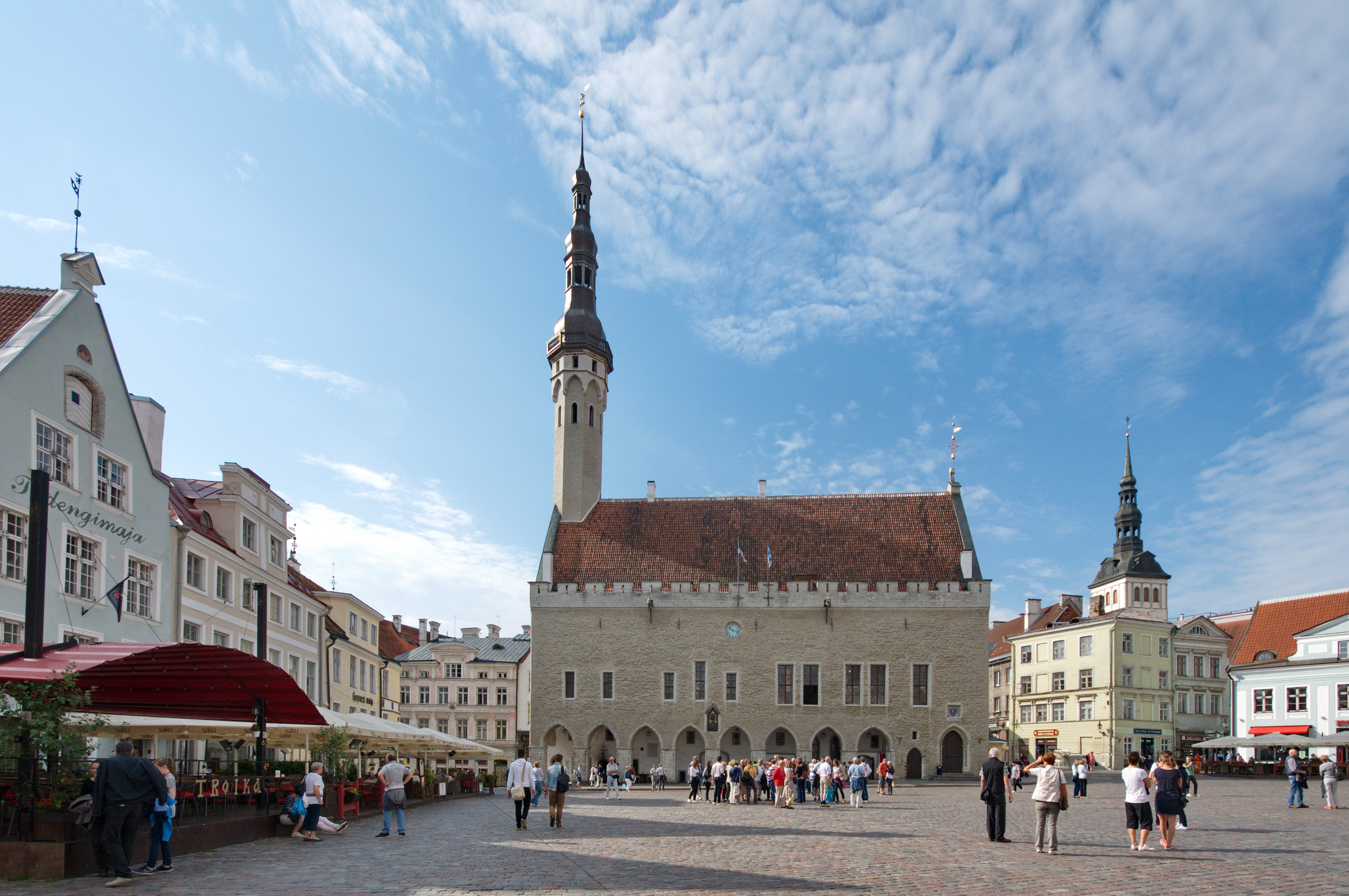
市庁舎広場

市庁舎広場（しちょうしゃひろば、エストニア語: Raekoja plats）はエストニアのタリンの旧市街にある広場で、広場の横に建てられている市庁舎に因んで名付けられた。広場では、週末にマーケットが開催され、土産物などが販売される。